# Mouans-Sartoux
Mouans-Sartoux (Murziani-Sarti in italiano desueto) è un comune francese di 10 490 abitanti situato nel dipartimento delle Alpi Marittime della regione della Provenza-Alpi-Costa Azzurra.

## Società

### Evoluzione demografica
Abitanti censiti